# Flughafen Tetouan Sania Ramel

i7
i11
i13
Der Flughafen Tetouan Sania Ramel (IATA-Code: TTU, ICAO-Code: GMTN) ist der nach Sania Ramel benannte Flughafen der marokkanische Stadt Tétouan. Er liegt rund 60 Kilometer südöstlich von Tanger und etwa 40 Kilometer südlich von Ceuta. Er ist flächenmäßig einer der kleinsten Marokkos und liegt direkt am Stadtrand.
Aus deutschsprachigen Ländern gibt es keine direkten Verbindungen. Saisonal fliegt Jetairfly via Lüttich nach Tetouan. Andere saisonale Flüge bieten XL Airways, Europe Airpost und Transavia mehrmals wöchentlich via Paris sowie ab dem 5. März 2013 Corendon Airlines nonstop ab Amsterdam.

## Lage des Flughafens
Der Flughafen von Tetouan liegt jeweils gut 6 km nordöstlich von Tetouan bzw. südöstlich der kleinen Stadt Martil am Mittelmeer.

## Geschichte
In Spanisch-Marokko begann am 17. Juli 1936 der Staatsstreich des Militärs zum Sturz der spanischen Regierung der Zweiten Republik, wobei die Militärs der Luftwaffenbasis Sania Ramel loyal zur spanischen Regierung standen. Nach der Einnahme des Flughafens liquidierten die Putschisten den befehlshabenden Major Ricardo de la Puente Bahamonde mit weiteren Republikanern.

## Zwischenfälle
- Am 11. September 1957 wurde eine Bristol 170 Freighter Mk.21E der spanischen Aviaco (Luftfahrzeugkennzeichen EC-AEH) auf dem Flughafen Tetouan bei einer harten Landung irreparabel beschädigt. Alle Insassen überlebten.[2][3]